# 二木奈実子
二木 奈実子（ふたき なみこ）は、日本の映像作家、アニメーター。
主に、NHKの音楽番組「みんなのうた」などのアニメーションを制作している。

## 作成作品一覧

### みんなのうた
- ◆は5分間1曲枠の楽曲。
- 金平糖 / 太田裕美（2011年12月・2012年1月放送）◆